# Dendrodoris elongata
Dendrodoris elongata is een slakkensoort uit de familie van de Dendrodorididae. De wetenschappelijke naam van de soort is voor het eerst geldig gepubliceerd in 1936 door Baba.